# Haitianische Küche

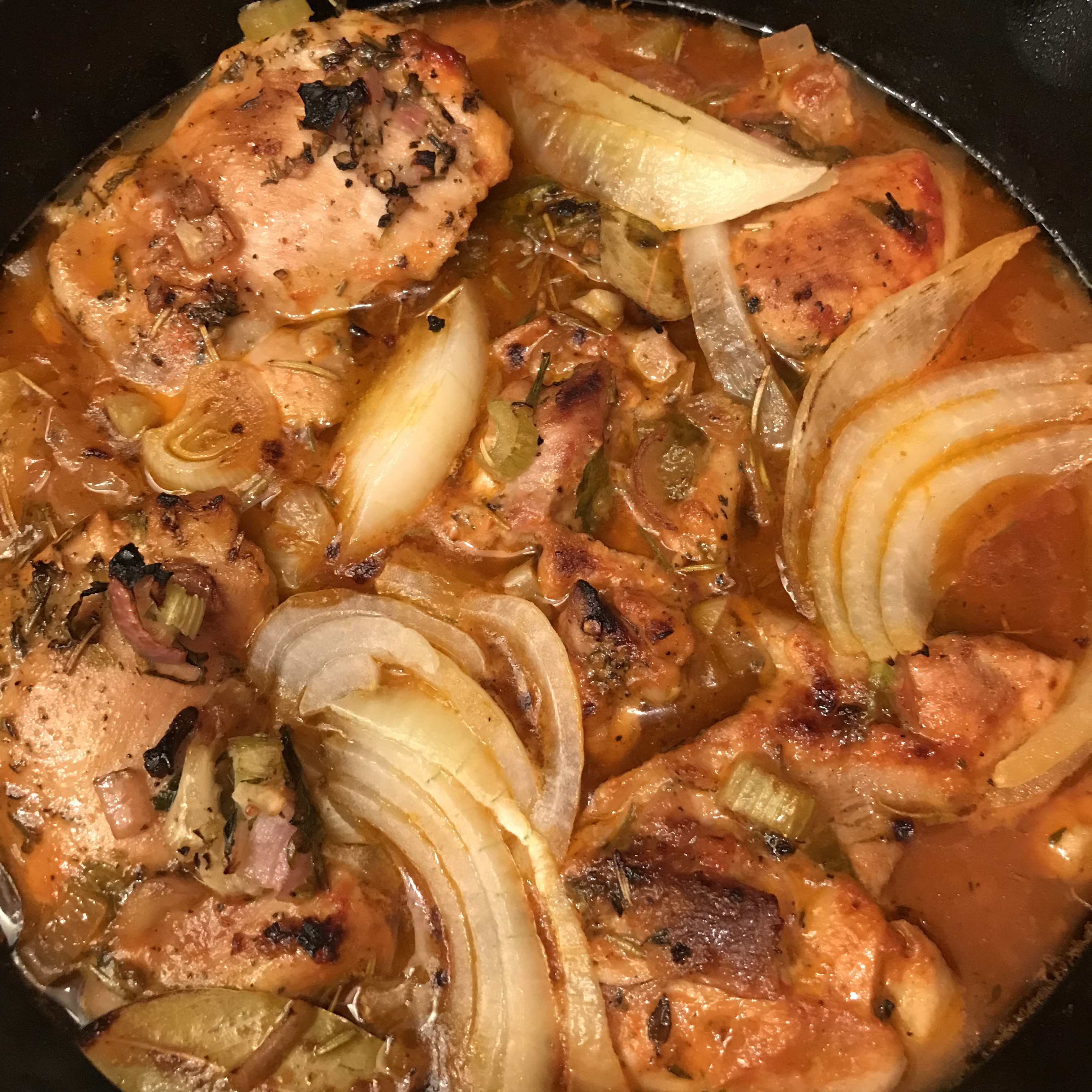
Poul an Sòs (Hühnchen in Soße)

Die haitianische Küche besteht aus landestypischen Kochtraditionen und -praktiken. Die kreolische Küche entstand aus einer Mischung verschiedener kulinarischer Stile der Bevölkerung, die im westlichen Teil der Insel Hispaniola lebte, nämlich afrikanische, französische, indigene Taíno-, spanische und arabische Einflüsse. Die haitianische Küche ist mit der „criollo“-Küche (spanisch für „kreolisch“) vergleichbar und ähnelt denen der übrigen lateinamerikanischem Karibik, unterscheidet sich aber in mehreren Punkten von ihren regionalen Entsprechungen.
Die Aromen sind kräftig und würzig und weisen afrikanische und französische Einflüsse auf, wobei bemerkenswerte Ableitungen aus einheimischen Taíno- und spanischen Zubereitungsarten zu finden sind.
Levantinische Einflüsse haben im Laufe der Jahre durch die arabische Migration ihren Weg in die gängige Kultur gefunden. Jahre der Anpassung haben dazu geführt, dass diese Küchen in der haitianischen Küche aufgegangen sind.

## Beliebte landestypische Speisen

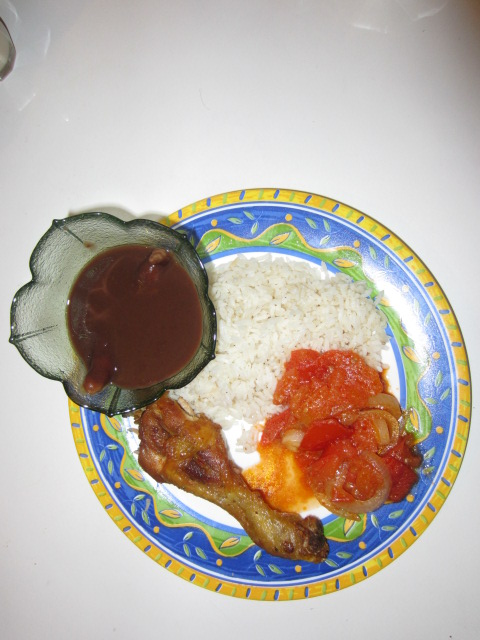
Weißer Reis mit Stipp von schwarzen Erbsen und Hähnchenfleisch an Soße

Die haitianische Küche wird oft zusammen mit der Küche anderer Inseln als karibische Küche bezeichnet, obwohl sie einen ganz eigenen Geschmack hat.
Ein typisches Gericht ist Riz Collé aux Pois (kreolisch: diri kole ak pwa). Es besteht aus Reis mit roten Kidneybohnen (oft werden auch Pintobohnen verwendet), der mit einer Marinade als Soße angemacht und mit Red Snapper, Tomaten und Zwiebeln garniert wird. Das Gericht gilt als der Nationalreis von Haiti und wird als Riz National bezeichnet.
Gelegentlich wird der Reis nur mit Bohnen gegessen, doch meistens wird das Gericht durch Fleisch ergänzt. Bohnenpüree oder Sauce pois (kreolisch: sos pwa) wird oft über weißen Reis gegossen. Die traditionelle haitianische Sauce pois ist weniger dickflüssig als die kubanische schwarze Bohnensuppe. Schwarze Bohnen sind meist die erste Wahl, gefolgt von roten Bohnen, weißen Bohnen und sogar Erbsen. Hühnerfleisch wird häufig gegessen, ebenso wie Ziegenfleisch und Rindfleisch. Hähnchen wird oft in einer Soße aus Zitronensaft, saurer Orange, Scotch Bonnet-Chili, Knoblauch und anderen Gewürzen gekocht und anschließend knusprig gebraten.

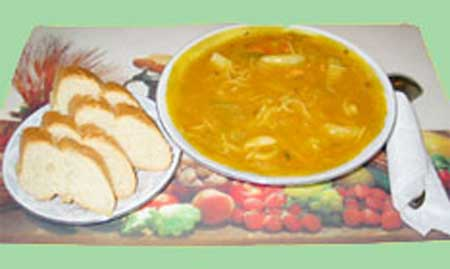
Tchaka-Eintopf mit Joumou

Légume Haïtien ist ein dicker Gemüseeintopf, der aus einer pürierten Mischung aus Auberginen, Kohl, Chayote, Spinat, Brunnenkresse und anderen Gemüsesorten besteht. Er ist mit Gewürzen, Zwiebeln, Knoblauch und Tomatenmark gewürzt und wird in der Regel mit Rindfleisch oder Krabben zubereitet. Légume wird am häufigsten mit Reis serviert, kann aber auch mit anderen Getreidearten wie Mais Moulin, einem herzhaften Maisbrei ähnlich wie Polenta oder Grütze, Petit Mil (gekochte Hirse) oder Blé (Weizen) zubereitet werden.
Andere häufig gegessene Beilagen sind Süßkartoffel, Kartoffeln und Brotfrucht. Diese werden häufig mit einer dünnen Soße aus Tomatenmark, Zwiebeln, Gewürzen und getrocknetem Fisch gegessen.
Tchaka ist ein deftiger Eintopf, der aus Mais, Bohnen, Joumou (Kürbis) und Fleisch (oft Schweinefleisch) besteht.
Boulettes sind in Brot gebundene Fleischbällchen, die auf haitianische Art gewürzt werden.
Spaghetti werden in Haiti zumeist als Frühstücksgericht gewählt. Sie werden mit Würstchen, getrocknetem Hering und Gewürzen gekocht und mit Tomatensauce und roher Brunnenkresse serviert.

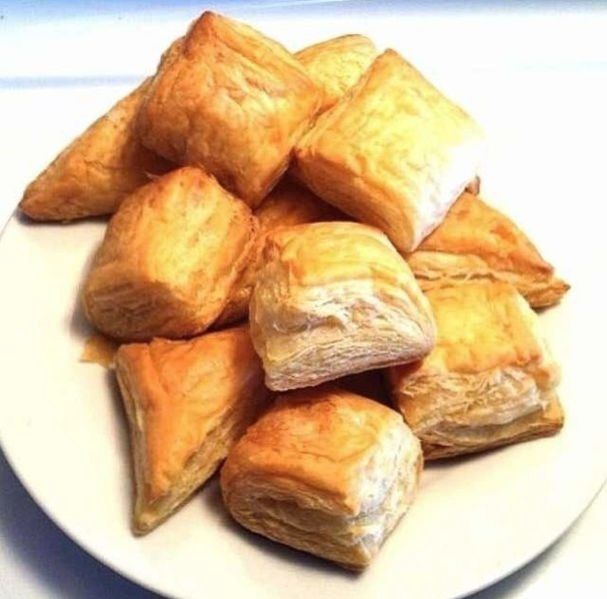
Haitianische Pastetchen

Eine der bekanntesten Vorspeisen des Landes ist die haitianische Pastete (pâté haitien), die entweder aus Rinderhackfleisch, Huhn, gesalzenem Kabeljau, geräuchertem Hering oder Putenhackfleisch besteht und von einer knusprigen oder flockigen Kruste umgeben ist.

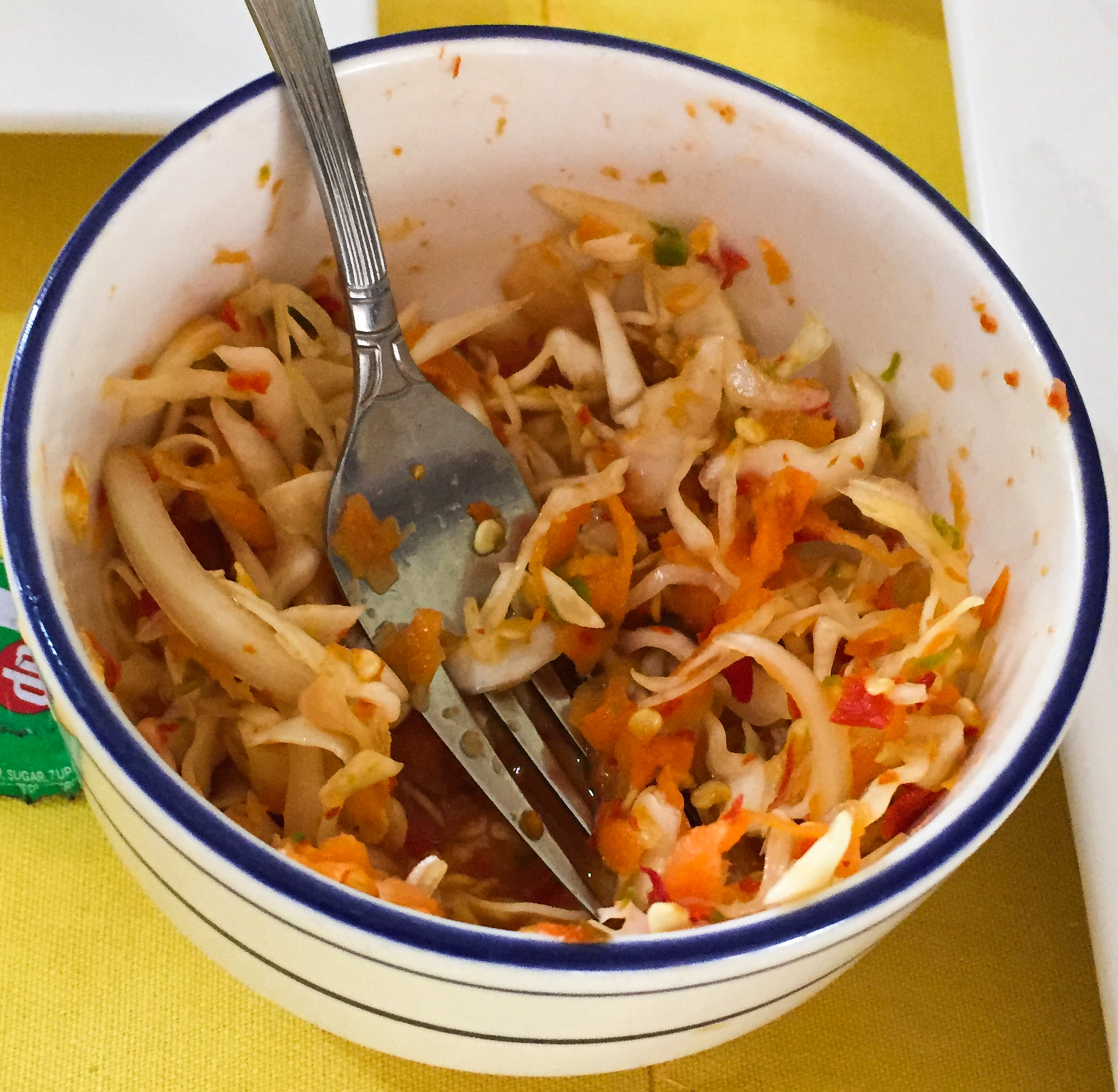
Pikliz

Andere Snacks sind knusprige, würzige, frittierte Malangakrapfen, die Accra genannt werden, Bananes pesées und Marinade, ein frittierter herzhafter Teigball. Für eine komplette Mahlzeit können sie mit Griot (gebratenem Schweinefleisch), Tassot Cabrit (gebratenem Ziegenfleisch) oder anderem gebratenen Fleisch serviert werden. Dazu wird ein pikanter Krautsalat namens Pikliz serviert, der aus Kohl, Karotten, Essig, Scotch Bonnet-Chili und Gewürzen besteht.
Frittierte Lebensmittel, die unter dem Namen Fritaille (kreolisch: fritay) bekannt sind, werden weithin an den Straßen verkauft.

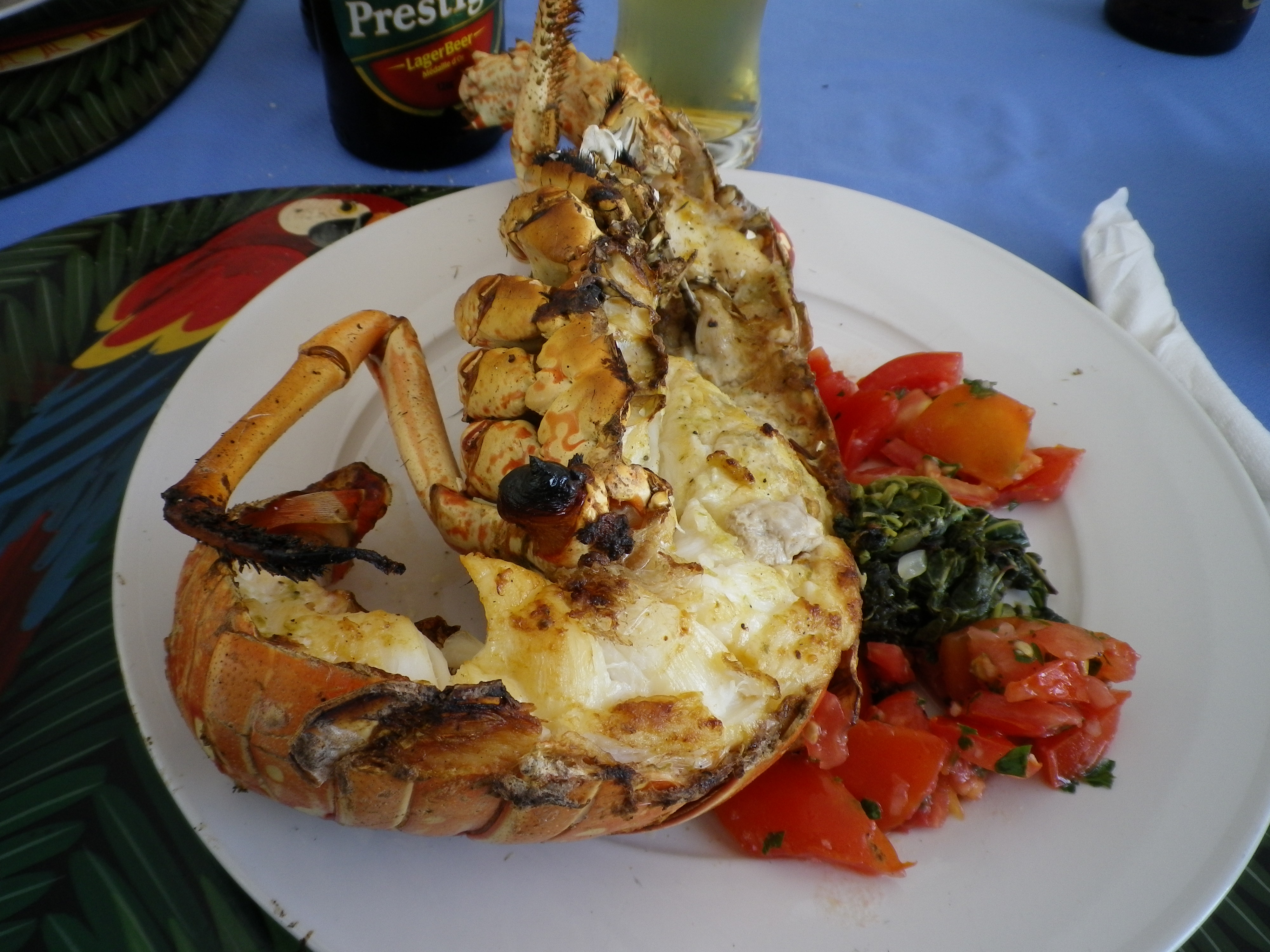
Languste in Jacmel serviert

An der Küste werden fangfrische Langusten und Kapitänsfische zubereitet. Im Norden sind auch Austern beliebt.

## Süßspeisen
In Haiti werden viele Arten von Desserts gegessen, die von mild bis süß reichen. Für die Herstellung dieser Desserts wird häufig Zuckerrohr verwendet, aber auch Kristallzucker kommt zum Einsatz.
Das geschabte Eis, genannt fresco, ähnelt einem italienischen Eis, besteht aber hauptsächlich aus Fruchtsirup.
Pain patate ist ein weiches süßes Brot, das mit Zimt, Kondensmilch und Süßkartoffeln hergestellt wird. Es wird normalerweise kalt aus dem Kühlschrank serviert, kann aber auch bei Zimmertemperatur gegessen werden.
Akasan ist ein dickflüssiger Maismilchshake mit einer ähnlichen Konsistenz wie Labouille, einer Art Maismehlbrei. Er wird mit vielen der gleichen Zutaten wie pain patate hergestellt und besteht aus Kondensmilch und Zucker.

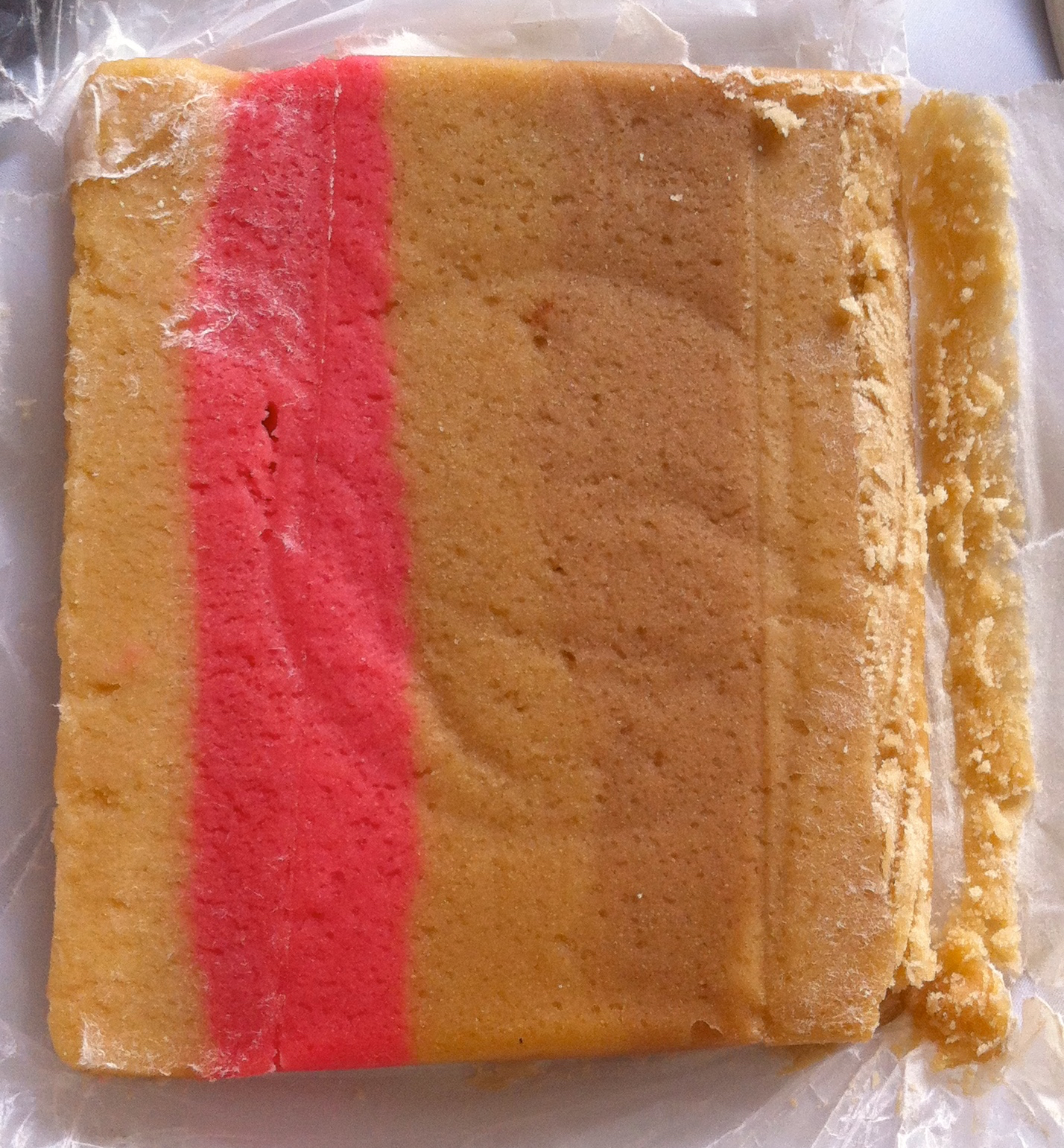
Dous makos (Karamell)

Dous makos ist haitianisches Karamell.